# Francis Kasonde
Francis Kasonde (1 de setembro, 1986) é um futebolista da Zâmbia.

## Carreira
Kasonde representou o elenco da Seleção Zambiana de Futebol no Campeonato Africano das Nações de 2012.

## Títulos
Zambia
- Campeonato Africano das Nações: 2012